# Pontoptilus muticus
Pontoptilus muticus is een eenoogkreeftjessoort uit de familie van de Augaptilidae. De wetenschappelijke naam van de soort werd in 1905 voor het eerst geldig gepubliceerd door Georg Ossian Sars.